# Acraea aglaonice
Acraea aglaonice är en fjärilsart som beskrevs av John Obadiah Westwood 1881. Acraea aglaonice ingår i släktet Acraea och familjen praktfjärilar. Inga underarter finns listade i Catalogue of Life.